# San Martino in Strada
San Martino in Strada (San Martin in dialetto lodigiano) è un comune italiano di 3 748 abitanti della provincia di Lodi in Lombardia.

## Storia
Località di antichissima origine, posta sulla strada romana che conduceva da Laus Pompeia, nei pressi dell'attuale Lodi Vecchio, a Cremona, fu attestata per la prima volta nel 975.
Deve il suo nome ai Franchi che portarono in Italia il culto per san Martino, vescovo di Tours. Prima del XII secolo c'era un grande castello di proprietà dei vescovi di Lodi distrutto nel 1400. Nel 1159 l'imperatore Federico Barbarossa concesse San Martino in Strada al monastero di San Pietro in Ciel d'Oro.
Trovandosi lungo una strada, anticamente molto importante, l'abitato di San Martino in Strada col suo forte fu più volte preso, saccheggiato e smantellato. Il più famoso saccheggio ebbe luogo nel 1270 da parte di Napo della Torre, in guerra coi Visconti. Altre lotte locali si ebbero nel secolo XIV, e lo stesso Imperatore Arrigo VII ebbe occasione di fare intimidazioni agli abitanti di San Martino in Strada (XIV secolo).

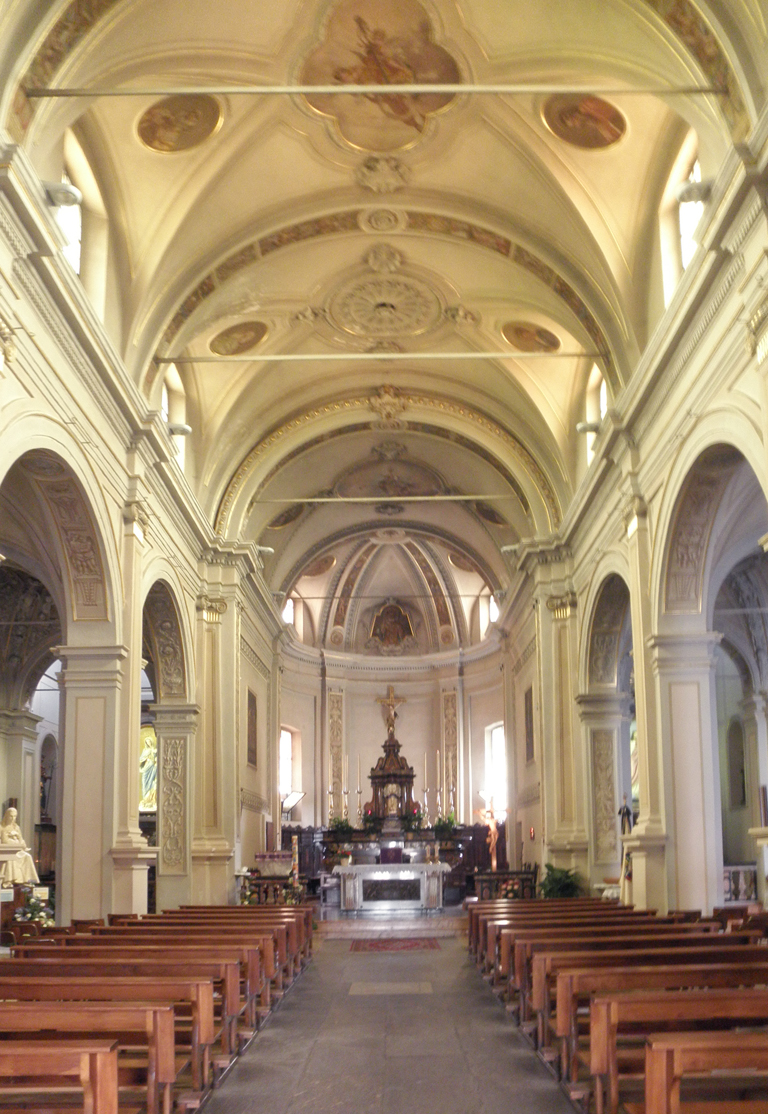
Interno della Chiesa parrocchiale

Sul principio del secolo XVI, il paese fu devastato dalle soldatesche straniere, al punto che si dovettero lasciare incolti grossi possedimenti. Il 25 giugno 1526 si accamparono qui le truppe papali collegate coi Veneziani contro la Spagna, comandate dal Duce d'Urbino; qui vennero a consiglio i comandanti militari per poi muovere su Milano e provocare la resa del Duca Francesco Sforza || 
In età napoleonica (1809-16) al comune di San Martino in Strada furono aggregate Cà dei Bolli, Caviaga, Muzza Piacentina, Pompola, Sesto e Soltarico, ritornate autonome con la costituzione del regno Lombardo-Veneto. Cà dei Bolli e Sesto furono aggregate definitivamente nel 1869.
Negli anni 50-60 del XX secolo durante il grande esodo agricolo il comune registra una notevole flessione di abitanti. Dopo questo periodo il Comune incomincia a ripopolarsi e il trend continua. Ciò è dovuto, per la maggior parte, sia alla vicinanza con Lodi, sia alla possibilità di edificare con tipologie difficilmente possibili nel capoluogo.
Tranne la chiesa e la Cascina Barattiera, nel Comune non sono rimaste tracce del passato splendore. Gli edifici più notevoli, sotto l'aspetto paesistico-architettonico, risultano le case padronali delle vecchie cascine, la già citata Barattiera, la cascina a Cà del Conte, la Pompola, la Baggia, la Canova, la Campagna e la Villana.
La chiesa parrocchiale di San Martino Vescovo è molto antica: se ne ha notizia sin dal XII secolo. La nuova è datata 1576. Il campanile invece è stato costruito più tardi, intorno alla fine del XVII secolo. La chiesa è intitolata a San Martino vescovo, nato nel 316 d.C.
L'autore del libro Lodi ed il suo territorio Giovanni Agnelli, nativo di San Martino in Strada, è considerato uno dei più famosi storici lodigiani.

### Simboli
Lo stemma del comune è stato concesso, assieme al gonfalone, con decreto del presidente della Repubblica del 29 settembre 2011.
(D.P.R. 29 settembre 2011)
Il gonfalone è un drappo di bianco.

## Società

### Evoluzione demografica
Abitanti censiti

### Etnie e minoranze straniere
Al 1 gennaio 2021 gli stranieri residenti nel comune di San Martino in Strada in totale sono 332, pari al 8,9% della popolazione. Tra le nazionalità più rappresentate troviamo:
| Paese    | Popolazione  |
| -------- | ------------ |
| Romania  | 107 (32,23%) |
| Egitto   | 69 (20,78%)  |
| Albania  | 21 (6,33%)   |
| Cina     | 22 (6,63%)   |
| Pakistan | 14 (4,22%)   |
| Tunisia  | 12 (3,61%)   |
| Ecuador  | 9 (2,71%)    |

## Infrastrutture e trasporti

### Strade
San Martino in Strada è posto all'incrocio di alcune strade provinciali, dirette verso Ossago, Lodi, Massalengo.
Verso nord-est, il territorio comunale è lambito dalla strada statale 9 Via Emilia.

### Ferrovie
Il territorio comunale è lambito verso est dalla ferrovia Milano-Bologna, senza tuttavia essere dotato di una propria fermata.

### Trasporti pubblici
I collegamenti con i principali centri abitati della provincia e con Lodi sono assicurati dalle autolinee STAR Lodi, che dal 1922 hanno sede nel capoluogo.

## Amministrazione
Segue un elenco delle amministrazioni locali.
| Periodo | Periodo   | Primo cittadino   | Partito                       | Carica  | Note |
| ------- | --------- | ----------------- | ----------------------------- | ------- | ---- |
| 1945    | 1957      | Vittorino Massari | PSI                           | Sindaco |      |
| 1957    | 1975      | Andrea Cernuschi  | DC                            | Sindaco |      |
| 1975    | 1982      | Aldo Zenoni       | PCI                           | Sindaco |      |
| 1982    | 1989      | Vittorio Pagano   | PCI                           | Sindaco |      |
| 1989    | 2004      | Franco Boccalini  | centrosinistra                | Sindaco |      |
| 2004    | 2009      | Angelo Gazzola    | centrosinistra                | Sindaco |      |
| 2009    | 2019      | Luca Marini       | lista civica (centrosinistra) | Sindaco |      |
| 2019    | in carica | Andrea Torza      | lista civica (centrosinistra) | Sindaco |      |

## Sport
La prima squadra di calcio (Associazione Calcistica Sanmartinese) militava fino al 2014 in Seconda categoria (con un passato in Promozione). Nell'estate 2014 il Monte Cremasco ne ha rilevato il titolo sportivo, sparendo così dai campionati dilettantistici. Il vuoto cittadino lasciato viene riempito dalla società F.C. Samma 09 (già attiva nel campionato CSI), partendo così dalla Terza Categoria. Nell'estate 2021 l'FC Samma 09 e l'Esor Samma (società di calcio giovanile sanmartinese) si fondono in un'unica realtà dando vita all'Esor Samma.
La prima squadra di basket (Old Socks) milita nel campionato di Serie C Silver.